# Die Anarchie (Zeitschriften)
Unter dem Titel Die Anarchie erschienen mindestens vier anarchistische Zeitschriften von 1893 bis 1985 sowie zwei gleichlautende Zeitschriften von 1969 und 1975 mit dem Titel Anarchie. Diese Pressemedien waren zumeist in engem Zusammenhang Unter- und Miteinander verbunden mit Vorgänger- und Nachfolge-Publikationen.

## Bedeutung
Die Autorin Liselotte Maas war der Ansicht, dass ein Großteil der anarchistischen (Exil-)Zeitschriften und Zeitungen lediglich Randerscheinungen gewesen wären und die Autorin Petra Weber konstatierte, dass die anarchistischen beziehungsweise frühsozialistischen Publikationen „meist nur in Spezialbibliotheken und Archiven erhältlich“ sind. Der Autor Jochen Schmück schrieb unter anderem einen kritischen Hinweis über die libertären Pressemedien: „Diese für sämtliche Strömungen des Anarchismus verbindliche Ausgangsposition, die in der Praxis einer der Aufklärung verpflichteten Propaganda gegenüber allen anderen politischen Mitteln den Primat zuerkannte, bewirkte den hohen Stellenwert, den die Presse in der Geschichte des Anarchismus insgesamt erlangte. (....) So unabdingbar die Presse als Konstituens und Bindeglied für die anarchistische Bewegung war, so politisch destabilisierend erwies sich aufgrund des Primats der „reinen“ Aufklärung häufig die Rolle, die dieses Medium innerhalb des organisatorischen Entwicklungsprozesses des Anarchismus spielte“.

## Geschichte

### Die Anarchie

#### 1893
- In Wien erschien Die Anarchie unter dem Herausgeber-Tarnnamen „Ravachol“ und der angeblichen „Druck der k.k. Staatsdruckerei in Wien“ mit einer einmaligen Ausgabe im Dezember.
- In London gab C. Fröhlich eine gleichnamige Nummer heraus mit als Nachfolger „Der Einbrecher“ und „Die Rache“[3]

#### 1949
- Erschienen in Hamburg von Carl Langer oder in London von John Olday[4] (der ebenfalls die Zeitschrift Der Bakunist herausgegeben hatte). Als Untertitel wurde angegeben „Herausgegeben mit der Hilfe der italienischen Genossen“. Mit einem Artikelnachdruck von Max Nettlaus „Rußland und der Sozialismus“ sowie ein Beitrag „Was ist Anarchie?“ Es folgten Adressenangaben für den Bezug libertärer Literatur in Paris, Amsterdam, London, Graz und Berlin.[5]

#### 1969
- Mit dem Titel anarchie erschien vom „Arbeitskreis für anarchistische Philosophie“ (A.f.a.P.), unter der Mitarbeit von Uwe Timm,[6] redaktionell betreut von Reinhold Ellenrieder im Verlag „Ca Ira Presse“ eine einmalige Ausgabe. Nachfolger war Die Anarchie in Berlin (1975). Von der A.f.a. P. sollten eigentlich Arbeitsergebnisse veröffentlicht werden. Der Herausgeber versuchte eine „theoretische Neugründung“ mit zeitgemäßen Erkenntnissen der Psychoanalyse und der Cybernetik unter dem Stichwort „Prakmatischer Anarchismus“ zu publizieren. In der Nr. 1 wurde darauf hingewiesen: „Mit anarchie wollen wir informieren und zugleich eine möglichst breite Diskussion anregen. Es geht uns vor allem um die offenen Fragen der anarchistischen Theorie“[7]

#### 1975
- Eine „Anarchistisch-Sozialistische Schrift“ (Untertitel) erschien in Heidelberg bis 1991 mit dem Titel Die Anarchie. Eine libertäre Ausrichtung war wohl vorhanden, auch wenn der widersprüchliche Hinweis „Anarcho–Stalinisten“ auftauchte, wobei dieser auch ironisch gemeint sein konnte. In der Nr. 14 soll eine „Werbung“ für die RAF erschienen sein. Daraufhin erfolgte eine Hausdurchsuchung im März 1987. Das Verfahren wurde jedoch eingestellt. Die Zeitschrift erschien monatlich unter der Redaktion von „Rolf F*cker“ und galt als Kuriosum.[8]
- In Berlin und London erschien 1975 die anarchie als Magazin, herausgegeben von Reinhold Duda und Abraham Janeck. Vorgänger war die gleichnamige Zeitschrift von 1969. Inhaltlich wollte die Zeitschrift provozieren: die anarchistische Weltanschauung mit dem technischen und wissenschaftlichen Fortschritt sowie den zukünftigen sozialen Problemen zu konfrontieren.

## Hintergrund
In direktem Bezug zu Die Anarchie waren die folgenden Vorgänger- und Nachfolgezeitschriften erschienen, herausgegeben von Conrad Fröhlich, der unter anderem auch in der Zeitschrift Die Autonomie veröffentlichte.
- Der Communist, eine anarchistische Zeitschrift mit dem Untertitel „Eigentum ist Diebstahl“. Die Erstausgabe erschien am 2. April 1892 in London mit insgesamt 19 Ausgaben. Davon zwei in italienischer Sprache, Il Communista, und eine in französischer Sprache, Le Communiste. Nachfolger waren Der Einbrecher, Londoner Arbeiter-Zeitung, Die Rache, Der Revolutionär und Die Anarchie.[9]
- Der Revolutionär, herausgegeben in London von 1892 bis 1893 mit fünf Ausgaben. Die Nr. 1 erschien am 6. August 1892. Nachfolger waren Der Einbrecher und die Londoner Arbeiter-Zeitung.[10]
- Der Einbrecher, erschienen mit einer Ausgabe in 1893 in London. Diese einmalige Ausgabe wurde als Kuriosum angesehen. Der Autor Georg Adler vermutete ein polizeiliches Provokationsblatt.[11] Ob Conrad Fröhlich der eigentliche Herausgeber war, ist nicht nachzuweisen. Als Vorgänger können Der Communist, Die Rache angesehen werden und als Nachfolger die Londoner Arbeiter-Zeitung.
- Die Rache erschien mit sechs Ausgaben 1893 von Fröhlich in London. Nachfolger waren die Londoner Arbeiter–Zeitung und Die Anarchie. Auch bei dieser Zeitschrift wurde der nicht bewiesene Verdacht geäußert, es könne sich um ein Provokationsblatt der Polizei handeln.[12]
- Londoner Arbeiter-Zeitung, Herausgeber waren Stefan Fabianowicz und C. Fröhlich. Ebenfalls erschienen in London vom 2. Januar 1895 bis 14. Januar 1899 mit insgesamt 23 Ausgaben. Der Untertitel lautete: „Absolut unabhängiges internationales Organ“. Vorgänger waren Der Einbrecher, Die Anarchie und Die Rache. Diese Zeitschrift ist nicht zu verwechseln mit der gleichnamigen „Londoner Arbeiter–Zeitung“, erschienen von 1886 bis 1887. Herausgegeben vom „Communistischen Arbeiter-Bildungsverein“ (C.A.B.V.), Ferdinand Gilles und Jens N. Christensen. Ab der Nr. 4 wurde sie umbenannt in „Londoner Freie Presse“. Eine mehr sozialdemokratische Zeitschrift mit geringer libertärer Ausrichtung. Nach Angaben des Historikers Max Nettlau vertrat F. Gilles einen föderalistischen Standpunkt und war ein Gegner des Anarchismus.[13]

## Bibliotheken, Archive
- Arbeitskreis für anarchistische Philosophie im Katalog der Deutschen Nationalbibliothek
- „anarchie“. Kommunikationsorgan für die Freunde der anarchistischen Idee. In der Deutschen Nationalbibliothek (DNB).
- Anarchie: Kommunikationsorgan für die Freunde der anarchistischen Idee. Hrsg.: Arbeitskreis für anarchistische Philosophie. Im Archiv: Internationales Institut für Sozialgeschichte (IISG, Amsterdam). IISG plaatsnummer ZDO 30107 (1969), Nr. 1. (1975), Nr. 1

## Weiterführende Literatur
- Hans Jürgen Degen: Die Wiederkehr der Anarchisten: anarchistische Versuche. 1945 - 1970. 1. Auflage. Edition AV, Lich 2009, ISBN 978-3-86841-015-0, S. 209–223.
- Georg Adler: Handwörterbuch der Staatswissenschaften. Fischer Verlag, Jena 1897.
- Dieter Fricke, Rudolf Knaak: Dokumente aus geheimen Archiven. Band 3: Übersichten der Berliner politischen Polizei über die allgemeine Lage der sozialdemokratischen und anarchischen Bewegung 1878-1913. Berliner Wissenschafts–Verlag, Berlin 2004, ISBN 3-8305-0163-3.
- Max Nettlau (Hrsg.): Geschichte der Anarchie. Neu hrsg. von Heiner Becker in Zusammenarbeit mit dem Internationalen Institut für Sozialgeschichte (IISG, Amsterdam). 1. Auflage. Bibliothek Thélème, Münster 1993, ISBN 3-930819-00-7. (Neudruck der Ausgabe Berlin, Verlag Der Syndikalist, 1927)
  - Band 4: Max Nettlau, Geschichte der Anarchie. S. 310.
    - Band 5: Max Nettlau, Geschichte der Anarchie. S. 172.
- Günter Bartsch: Anarchismus in Deutschland. 1945 - 1965. Band 2/3, Fackelträger-Verlag, Hannover 1973, ISBN 3-7716-1351-5, S. 146–148.
- Josef Peukert: Erinnerungen eines Proletariers aus der revolutionären Arbeiterbewegung. Verlag des Sozialistischen Bundes, Berlin 1913. (Neue Ausgabe im Verlag Edition AV, Frankfurt a. M. 2002, ISBN 3-936049-11-4, S. 251, 269)
- Magdalena Melnikow, Hans Peter Duerr (Hrsg.); Rudolf Rocker: Aus den Memoiren eines deutschen Anarchisten. Einleitung von Augustin Souchy. Suhrkamp Verlag, Frankfurt a. M. 1974, ISBN 3-518-00711-4, S. 82 f.
- Liselotte Maas: Handbuch der deutschen Exilpresse 1933-1945. Band 4: Die Zeitungen des deutschen Exils 1933 bis 1939 in Einzeldarstellungen. Frankfurt am Main 1990, ISBN 3-446-13260-0, S. 382 f.
- Petra Weber: Sozialismus als Kulturbewegung. Frühsozialistische Arbeiterbewegung und das Entstehen zweier feindlicher Brüder: Marxismus und Anarchismus. In: Beiträge zur Geschichte des Parlamentarismus und der politischen Parteien. Band 86. Verlag Droste, Düsseldorf 1989, ISBN 3-7700-5152-1.